# Agathis montivaga
Agathis montivaga är en stekelart som först beskrevs av Cameron 1887.  Agathis montivaga ingår i släktet Agathis och familjen bracksteklar. Inga underarter finns listade i Catalogue of Life.